# Xubuntu
Xubuntu（发音为ZOO-bun-too）是Ubuntu Linux正式授權的衍生版本，建基于桌面环境Xfce。Xubuntu主要面向舊式电脑的使用者和追求更快捷的桌面环境的使用者，主要运行基于GTK+的程序。

## 历史
最初有传言指Xubuntu会随Ubuntu 5.10版发布，但结果被证实为办不到，虽然在软件库中已经有了提供xfce桌面环境的xubuntu-desktop软件包。
2006年6月1日，Xubuntu第一个官方发行版Xubuntu 6.06与Ubuntu 6.06同时发布，代号为“Dapper Drake”。
2008年初，Cody A.W.Somerville为Xubuntu项目制定了一个全面的战略，描述Xubuntu项目的长期发展策略、前景与方向。该战略文件在同年8月被Ubuntu社区委员会批准。
2009年2月，基于LXDE桌面环境的Ubuntu官方衍生版本Lubuntu发布，旨在为老旧计算机、上网本等性能较低的设备提供轻量级的操作系统，与Xubuntu在该领域上展开竞争。
2016年初，Xubuntu开发团队开始将项目的管理从由单一的项目负责人负责过渡到由理事会负责。2017年1月，Xubuntu网站博客上的一篇官方文章宣布Xubuntu理事会正式成立。理事会的目的不仅仅是对Xubuntu项目的未来做出决定，还确保项目的方向符合战略文件中确立的指导方针。

## 与Ubuntu的比较
Ubuntu使用GNOME桌面环境，而Xubuntu则使用Xfce桌面环境，相比Ubuntu占用更少的系统资源，因此适合于老旧计算机。Xubuntu使用和Ubuntu相同的更新源，能够使用绝大部分Ubuntu下的软件，仅在用户界面上有细微的差别。

## 系統要求
Xubuntu具有32位和64位两个版本，其中32位版本需要中央处理器支持物理地址扩展。
64位版本的系统要求如下：
|                        | 最低要求               | 推荐要求         |
| ---------------------- | ---------------------- | ---------------- |
| CPU                    | Intel或AMD的64位处理器 | 1.5Ghz双核处理器 |
| 随机存取存储器（内存） | 512 MB                 | 至少2GB          |
| 硬碟可用空间           | 8 GB                   | 至少20GB         |

## 应用程序
Xubuntu 20.04版本默认安装以下应用程序：
- Atril — PDF阅读器
- Catfish — 桌面搜索工具
- Firefox — 网页浏览器
- GIMP — 位图图像编辑器
- LibreOffice Calc — 电子表格
- LibreOffice Impress — 电子演示
- LibreOffice Writer — 文字编辑
- Mousepad — 文本编辑器
- Parole — 媒体播放器
- Pidgin — 即时通信软件
- Thunderbird — 电子邮件客户端
- Simple Scan — 扫描软件
- Xfburn — 光盘刻录软件

Xubuntu还包含GNOME软件商店，允许用户从Ubuntu软件库中下载额外的应用程序。

## 发行历史
Xubuntu每年发布两次，发布日期、版本号和代号都和Ubuntu保持一致。Xubuntu为LTS（长期支持）版本提供三年的支持，而标准版本则提供九个月的支持。
Xubuntu的发行历史可从Ubuntu的发行历史查阅。